# Aleksi Aaltonen
Pour les articles homonymes, voir Aaltonen.
Aleksius (Aleksi) Aaltonen  (né le 5 juillet 1892 à Somero et mort le 22 février 1956 à Helsinki) est un homme politique finlandais,,.

## Biographie
Aleksi Aaltonen est député SDP de la circonscription du Sud de Turku du 1er août 1929 au 31 août 1936.
Dans le gouvernement Fagerholm I, il est ministre des Affaires sociales  (18 mars 1949 au 17 mars 1950), vice-ministre des Finances (30 juillet 1948 au 18 mars 1949), ministre au Cabinet du Premier ministre de Finlande (29 juillet 1948 au 18 mars 1949) et ministre sans portefeuille (29 au 30 juillet 1948).
Dans le gouvernement Hackzell, il est ministre des Affaires sociales  (8 août au 21 septembre 1944).
Aleksi Aaltonen est directeur de Kela de 1945 à 1954.